# Morgan Amalfitano
Morgan Amalfitano (ur. 20 marca 1985 w Nicei) – francuski piłkarz występujący na pozycji pomocnika we francuskim klubie Stade Rennais FC.

## Kariera klubowa
Wychowanek CS Sedan, w swojej karierze grał także w takich zespołach jak FC Lorient, Olympique Marsylia, West Bromwich Albion oraz West Ham United. 
7 stycznia 2016 roku podpisał 2–letni kontrakt z pierwszoligowym Lille OSC.
1 lutego 2017 roku podpisał 2–letni kontrakt z pierwszoligowym Stade Rennais FC.
| Sezon   | Klub                        | Kraj    | Rozgrywki      | Mecze | Bramki | Rozgrywki Europy   | Mecze | Bramki |
| ------- | --------------------------- | ------- | -------------- | ----- | ------ | ------------------ | ----- | ------ |
| 2004/05 | CS Sedan                    | Francja | Ligue 2        | 26    | 0      | -                  | -     | -      |
| 2005/06 | CS Sedan                    | Francja | Ligue 2        | 34    | 0      | -                  | -     | -      |
| 2006/07 | CS Sedan                    | Francja | Ligue 1        | 31    | 0      | -                  | -     | -      |
| 2007/08 | CS Sedan                    | Francja | Ligue 2        | 35    | 0      | -                  | -     | -      |
| 2008/09 | FC Lorient                  | Francja | Ligue 1        | 35    | 3      | -                  | -     | -      |
| 2009/10 | FC Lorient                  | Francja | Ligue 1        | 37    | 6      | -                  | -     | -      |
| 2010/11 | FC Lorient                  | Francja | Ligue 1        | 38    | 5      | -                  | -     | -      |
| 2011/12 | Olympique Marsylia          | Francja | Ligue 1        | 32    | 1      | Liga Mistrzów UEFA | 9     | 0      |
| 2012/13 | Olympique Marsylia          | Francja | Ligue 1        | 26    | 1      | Liga Europy UEFA   | 8     | 0      |
| 2013/14 | Olympique Marsylia          | Francja | Ligue 1        | 2     | 0      | -                  | -     | -      |
| 2013/14 | West Bromwich Albion (wyp.) | Anglia  | Premier League | 28    | 4      | -                  | -     | -      |
| 2014/15 | West Ham United             | Anglia  | Premier League | 24    | 3      | -                  | -     | -      |
| 2015/16 | West Ham United             | Anglia  | Premier League | 0     | 0      | Liga Europy UEFA   | 4     | 0      |
| 2015/16 | Lille OSC                   | Francja | Ligue 1        | 15    | 2      | -                  | -     | -      |
| 2016/17 | Lille OSC                   | Francja | Ligue 1        | 17    | 0      | Liga Europy UEFA   | 2     | 0      |
| 2016/17 | Stade Rennais FC            | Francja | Ligue 1        | 6     | 1      | -                  | -     | -      |
| 2017/18 | Stade Rennais FC            | Francja | Ligue 1        | 0     | 0      | -                  | -     | -      |

Stan na: 12 lipca 2017 r.

## Kariera reprezentacja
Jednokrotny reprezentant Francji.

## Życie prywatne
Starszy brat Romaina Amalfitano.